# Niels Wittich
Niels Wittich (Erlensee, 5 agosto 1972) è un dirigente sportivo tedesco, ex direttore di gara di Formula 1.
Wittich aveva il compito di gestire la logistica di ogni Gran Premio di Formula 1, ispezionare le auto nel parco chiuso prima di una gara, far rispettare le regole FIA e controllare i semafori che danno il via ad ogni gara. Ha condiviso il ruolo con Eduardo Freitas per la stagione 2022 alternandosi nei vari Gran Premi e dalla stagione 2023 diventa direttore di gara unico. Dopo il Gran Premio del Brasile 2024, Wittich rassegna le dimissioni, venendo sostituito da Rui Marques.
Wittich ha precedentemente ricoperto la carica di direttore di gara per il DTM.